# Hottentotta jayakari

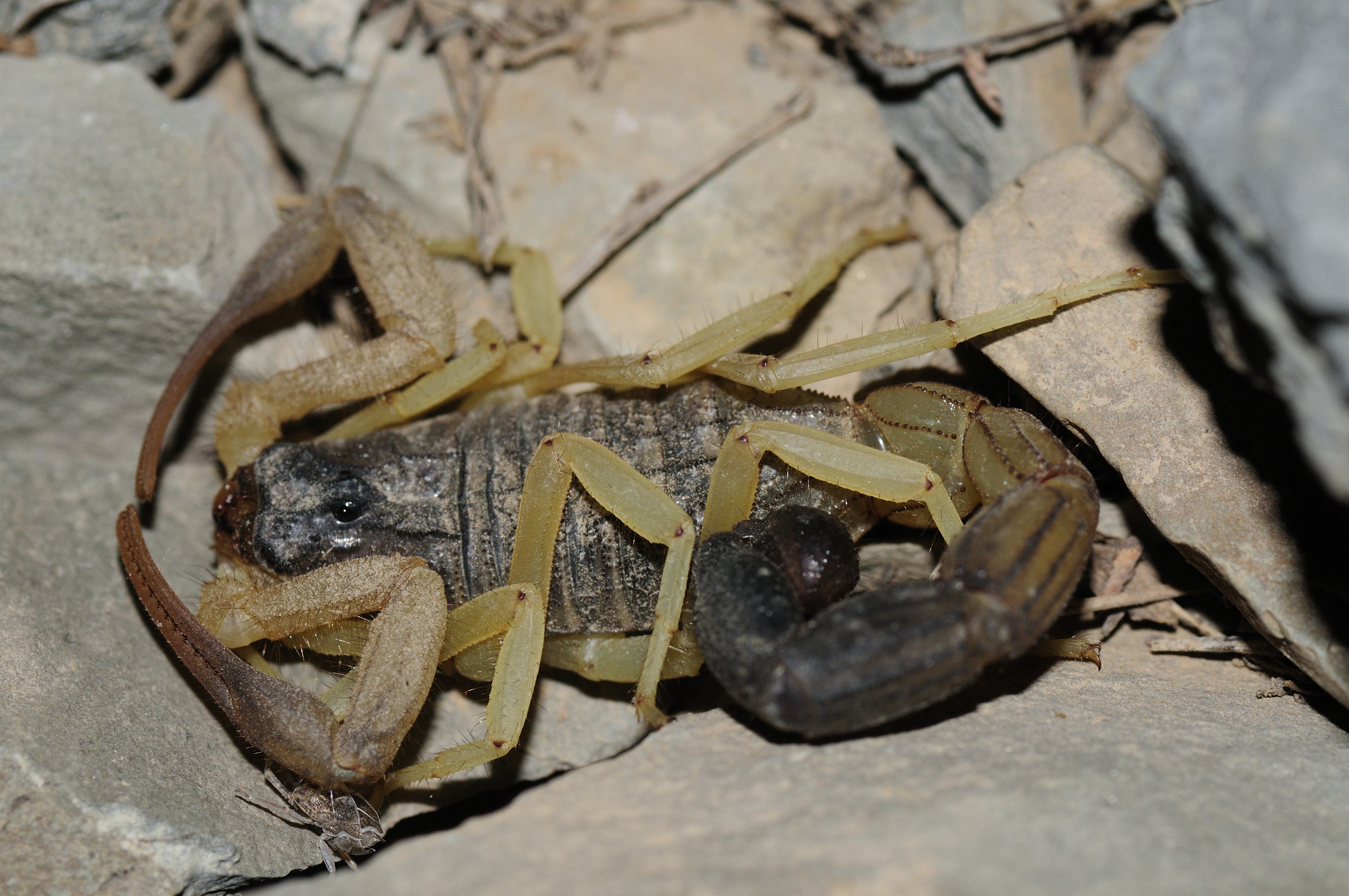
Hottentotta jayakari, wohl Unterart H. j. salei

Hottentotta jayakari ist eine Skorpionart aus der Familie der Buthidae. Dieser Skorpion ist mit zwei Unterarten auf der Arabischen Halbinsel verbreitet. 

## Merkmale
H. jayakari zählt mit einer Gesamtlänge bis 90 mm zu den großen Arten der Gattung Hottentotta. Bei der Nominatform sind das Prosoma und dessen Kiele bräunlich. Das Mesosoma ist rötlich braun, nur das letzte Tergit des Mesosomas ist heller bräunlich gelb. Die Mesosomakiele sind ebenfalls bräunlich. Die ersten beiden Tergite des Schwanzes (Metasoma) sind bräunlich gelb, die Tergite 3 bis 5 dunkel braunschwarz. Giftblase und Basis des Giftstachels sind rötlich braun, die Stachelspitze ist schwarzbraun. Die dicht mit Setae besetzten Pedipalpen sind rotbraun, die Patella der Pedipalpen und die Scherenhände (Chela mani) schwärzlich braun. Letztere sind an einigen Stellen etwas aufgehellt. Die Schneidekante des beweglichen Fingers weist 14 bis 15 Zähnchenreihen auf. Das Pecten hat beim Weibchen 32–35, beim Männchen 37–42 Zähne.

## Verbreitung, Lebensraum und Lebensweise
Das Verbreitungsgebiet umfasst die Arabische Halbinsel. H. jayakari bewohnt aride Habitate wie Halbwüsten und Wüsten und hält sich tagsüber in Sand, Erde oder unter Steinen auf. Die Art gilt als aggressiv und ist für den Menschen nicht ungefährlich.

## Systematik
Es werden zwei Unterarten anerkannt:
- Hottentotta jayakari jayakari  (Pocock, 1895) – Arabische Halbinsel. Die Nominatform ist oben beschrieben.
- Hottentotta jayakari salei  (Vachon, 1980)  – Südosten der Arabischen Halbinsel (Vereinigte Arabische Emirate, Jemen, Oman). Ähnlich Nominatform, aber nur die Metasomatergite 4 und 5 sind dunkel braunschwarz, Giftblase und Giftstachel sind ebenfalls einfarbig braunschwarz. Die Pedipalpenpatella ist gelblich, nur die  Pedipalpenhand ist braun, die Scherenfinger sind rotbraun. Das Pecten hat beim Weibchen nur 32–34 Zähne.